# Roberto Moreno
Roberto Pupo Moreno (n. 11 februarie 1959, Rio de Janeiro, Brazilia), este un fost pilot de curse care a evoluat 7 sezoane în Formula 1.

## Cariera în Formula 1
| Sezon | Echipă                                           | Puncte      | Loc clasament general |
| ----- | ------------------------------------------------ | ----------- | --------------------- |
| 1982  | John Player Team Lotus                           | 0           | -                     |
| 1987  | Team El Charro AGS                               | 1           | 21                    |
| 1988  | Scuderia Ferrari SpA SEFAC                       | Pilot teste | -                     |
| 1989  | Coloni SpA                                       | 0           | -                     |
| 1990  | EuroBrun Racing Benetton Formula Ltd             | 6           | 11                    |
| 1991  | Camel Benetton Ford Team 7Up Jordan Minardi Team | 8           | 10                    |
| 1992  | Andrea Moda Formula                              | 0           | -                     |
| 1995  | Parmalat Forti Ford                              | 0           | -                     |

## Cariera în IndyCar
| Sezon | Echipă                      | Puncte | Loc clasament general |
| ----- | --------------------------- | ------ | --------------------- |
| 1999  | Truscelli Racing            | 38     | 29                    |
| 2006  | Vision Racing               | 12     | 30                    |
| 2007  | Chastain Motorsports        | 10     | 36                    |
| 2008  | Minardi Team USA/HVM Racing | 0      | -                     |